# WISE 0359-5401
WISE J035934.06-540154.6（编号缩写为WISE 0359-5401）是一颗光谱分类为Y1的棕矮星， 位于网罟座中，距离地球大约44光年。

## 发现
WISE 0359-5401是于2012年由J·大卫·柯克帕特里克（J. Davy Kirkpatrick）等人从廣域紅外線巡天探測衛星（WISE）收集的数据中发现的。该卫星是美国宇航局发射的40厘米波长红外线太空望远镜，环绕地球飞行，它的任务从2009年12月直到2011年2月。2012年，J·大卫·柯克帕特里克等人在天文物理期刊上发表文章，宣布通过WISE发现了七颗光谱分类为Y型的棕矮星，其中一颗就是WISE 0359-5401。

## 距离
马什等人2012年已使用三角视差法测量了这个天体， 然而，在柯克帕特里克的文章中省略了这项数据， 因为它的误差几乎与大小本身相等，因此它们转而采用光度法测定的距离44光年（13.5秒差距）。
WISE 0359-5401的估计距离
| 来源                            | 视差/mas | 距离/pc | 距离/ly | 参考文献    |
| ------------------------------- | -------- | ------- | ------- | ----------- |
| 马什等人（2012年）              | ?        | ?       | ?       | [ 1 ] [ 2 ] |
| 柯克帕特里克等人（2012年），表8 |          | 13.5    | 44      | [ 1 ]       |

非三角视差法估测的距离用斜体表示。